# Grupo Theja
El Grupo Theja, conocido legalmente como La Asociación Civil Theja de Venezuela, es un grupo de teatro venezolano de Caracas, fundado en el año 1973 por el director y productor teatral José Simón Escalona. Esta agrupación se caracteriza por realizar puestas en escena de autores clásicos y contemporáneos; y por la investigación del quehacer escénico relacionada con el rol del espectador. Durante dieciocho años tuvo como sede principal el Teatro Alberto de Paz y Mateos y ha realizado más de ochenta puestas en escena.

## Historia

### 1973 - 1988

#### Inicios de la agrupación
En 1973, José Simón Escalona decide crear el grupo de teatro del Liceo José Avalos de Caracas. Para ello, se realizaron audiciones el último trimestre del año en el salón biblioteca y usos múltiples de la institución. En ellas participaron aproximadamente doscientos estudiantes, de los cuales fueron elegidos cincuenta. En el primer preestreno que tuvieron como agrupación participaron cuarenta y dos actores y músicos, en la obra Fulgor y muerte de Joaquín Murieta, escrita por Pablo Neruda (versión de José Simón Escalona y las profesoras Isol Toro y Pilar Romero). En mayo de 1974, realizaron un ensayo general con público en el auditorio de la Unidad Educativa Miguel Antonio Caro, en San Martín. Luego, estrenaron la obra en la Sala Anna Julia Rojas de la antigua sede del Ateneo de Caracas, en el marco del Festival de Teatro Liceísta y en el II Festival Internacional de Teatro de Caracas, ambos realizados en 1974. Con este montaje la agrupación realiza una gira nacional durante las vacaciones estudiantiles, sin aprobación del liceo. Desde ese momento, el grupo pasa a ser una agrupación independiente de teatro.  
Fulgor y muerte de Joaquín Murieta  contó con las coreografías de Angélica Escalona y dentro del elenco debutante se encontraban personalidades como Maigualida Escalona, Juan Carlos Gardié y Marianella Yánez. La dramaturga venezolana Xiomara Moreno (1988) comenta que este montaje tuvo una influencia «(…) “épica” por la utilización de los coros y movimientos coreográficos de más de veinte personas en el escenario, formando estampas de un “mágico-realismo” simbólico con pretensiones socialistas o socializantes (…)».
Una vez que el grupo se desvincula del liceo, empieza a ensayar al aire libre, en el Paseo Los Próceres; para luego ser aceptados como grupo residente en la Casa Nacional de las Letras Andrés Bello del Ministerio de Educación de Venezuela, en el centro de Caracas. En 1976, la agrupación estrena su segunda obra titulada Mientras se espera la muerte del dramaturgo venezolano Edgar Mejías. Con esta pieza, cargada de simbolismos en relación con la figura del poder,  se planteaba una crítica al autoritarismo y totalitarismo latinoamericano. A partir de este estreno, la agrupación empieza a realizar montajes de dramaturgos nacionales.
En 1977, el Theja se enfocaba en llevar a escena obras de autores venezolanos, tal como ocurrió con El largo camino del Edén de José Gabriel Núñez Se inicia un compromiso con la labor teatral e investigativa del país, motivado por la preocupación por el teatro del mañana y cómo una obra de teatro puede sensibilizar al espectador. A raíz de ello, surgen los montajes infantiles de la agrupación con el fin de educar al público de teatro más joven. Ejemplo de esto es la comedia grotesca La escopeta, del dramaturgo venezolano Paúl Williams, presentada en VI Sesión Mundial del Teatro de las Naciones (Caracas,1978).
En 1978, el grupo crea el Taller de Jóvenes Artistas del Grupo Theja para producir  montajes teatrales siguiendo el interés de investigación del grupo así como para formar nuevos miembros para el Grupo Theja. La investigación de la agrupación estaba relacionada directamente con el espectador, por lo que siempre la pregunta era: ¿Cómo sensibilizar individualmente al público? De esta indagación surgen la trilogía Calígula, una pasión sin futuro; Salomé, otra pasión sin futuro; y Marilyn, la última pasión escritas por José Simón Escalona. Todas estas obras abordaban la historia de personajes históricos que aparecen en los títulos, pero se reestructuraba el espacio, la temporalidad y la estructura de los diálogos. En algunas de estas puestas en escena los espectadores participaban activamente en ellas, lo cual también constituyó una línea de experimentación del grupo. 

#### Un cambio en sus montajes
En 1984, Xiomara Moreno asume la dirección dentro del grupo, y genera un cambio en las puestas en escena retornar al teatro a la italiana, empleando así la cuarta pared en sus representaciones. El inicio de esta etapa lo marca la obra Hermes brifonte, un trabajo conjunto de Escalona, Vidal, Restifo y Moreno con la cual el grupo participó en el Festival Pirandelliano en el Ateneo de Caracas, que es señalado por la propia Moreno (1988) «(…) como un espectáculo terminal» por aglomerar procesos del pasado que se habían acabado y que lograron cerrarse sobre sí mismos. En ese mismo año, la agrupación es invitada a una Conferencia Internacional de Dramaturgia en su vigésima sesión, realizada en el Eugene O’Neill Theater Center (Estados Unidos). José Simón Escalona aprovecha esta oportunidad y escribe Jav & Jos para estrenarla en el país norteamericano.
En 1984, se estrena Orbituario, escrita y dirigida por Xiomara Moreno. En 1986 Javier Vidal dirige El otro de Miguel de Unamuno, abriéndose así a la dramaturgia universal en el contexto teatral venezolano. Posterior a esto, la agrupación continuó con varios estrenos con textos de dramaturgos venezolanos y extranjeros; como ocurre con El alquimista de Ben Jonson, bajo la dirección de Javier Moreno, obra en la que actuó todo el elenco estable, incluido su fundador.

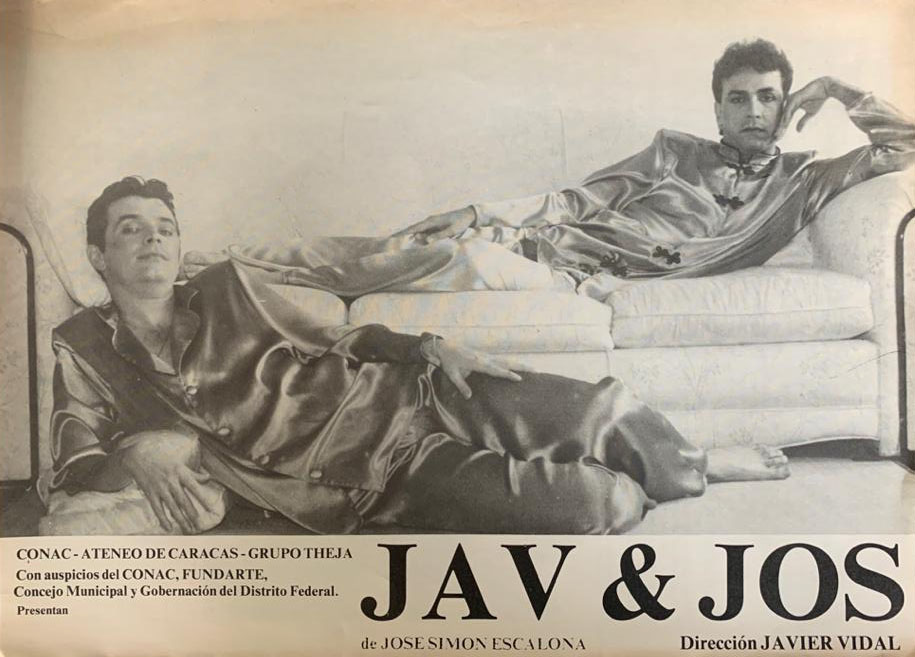
Jav & Jos (1984) de José Simón Escalona. Dirigida por Javier Vidal. En la foto Javier Vidal y José Simón Escalona

Sobre esta etapa de la agrupación, el crítico e investigador teatral Leonardo Azparren comenta que: “(…) lograron experiencias artísticas al explorar el trabajo social ascético (Unamuno), la fiesta del espacio vacío (Jonson) o la acuciosa composición caracteriológica (Albee),” refiriéndose  con este comentario al montaje de ¿Quién le teme a Virginia Woolf? de Edward Albee (1984). 

### 1989 - 1998

#### Inauguración de sede principal y otros montajes
En 1989, el grupo inaugura su sede en el Teatro Alberto de Paz y Mateos. Ese mismo año presentaron Su novela romántica en el aire escrita y dirigida por Javier Vidal para estrenar su nuevo espacio. Para el crítico e investigador teatral Leonardo Azparren, a partir de este momento la agrupación empieza a mostrar "una dramaturgia propia consistente" con Su novela romántica en el aire (1990) y Mojiganga (1992) de Javier Vidal.
También, con motivo de inaugurar el espacio para el público infantil, presentaron El príncipe feliz de Oscar Wilde bajo la dirección de José Simón Escalona. En 1992 estrenaron el primer texto de Angélica Escalona: Trasmundo. Ese mismo año se crea ThejaDanzaTeatro como parte de la diversificación artística del Grupo Theja.
Cabe destacar que en 1993 con motivo de conmemorar los veinte años de la agrupación, se publica la primera edición de la revista Emporio Theja.

### 1999 - 2014

#### Patrimonio Cultural de Caracas
El 25 de agosto de 1999, la agrupación fue declarada Patrimonio Cultural de Caracas por el Consejo Municipal del Distrito Federal. Ese mismo año la agrupación organizó “Cortísimas”, el  I Festival de Dramaturgia Breve, en la que tuvieron montajes de dramaturgia propia como A María Queras todos la llaman Mary de José Simón Escalona y Rosalio Inojosa, y ajenos como La llave de Arturo Uslar Pietri bajo la dirección de Alonso Santana.
En el año 2000 el grupo es la Representación Oficial de Venezuela en el Carifesta Saint Kit and Nevis (Festival de la Cultura del Caribe) con Memorias de Puerto de Angélica Escalona. Entre 2002 y 2005 el grupo fue merecedor de tres premios municipales de teatro. 

#### Actualidad
Después de dieciocho años de vida artística en el Teatro Alberto de Paz y Mateos, en septiembre de 2009, el grupo entrega su sede al Ministerio del Poder Popular para la Cultura debido a que el contrato que había sido elaborado por Consejo Nacional de la Cultura (CONAC) no fue renovado. Igualmente, la agrupación continuó activa los años siguientes con espectáculos como La divina Comedia de Dante Aliguieri, dirigida por José Simón Escalona (2009); De todas todas de José Simón Escalona, dirigida por Javier Vidal (2012); y en Teatro Breve como Rumberas de José Simón Escalona (2014).
Más recientemente, la agrupación ha participado en Microteatro Venezuela con un elenco mixto en sus montajes que combina actores de la agrupación como Javier Vidal, Nacarid Escalona, Raquel Yánez, Luis Olavarrieta, con actores invitados como Gonzalo Velutini, Giogia Arismendi, Mario Sudano, Kevin Jorges, Yanosky Muñoz, Desirée Monasterios y Jorge Gordillo;  o bien, con nuevos talentos como los ahora integrantes honorarios Theylor Plaza, Francisco Aguana y Michael Roa. También participan jóvenes talentos como Migdaly Saenz, Laura Bandez, Martin Moreno y Moisés Díaz.

## Taller de Jóvenes Artistas del Grupo Theja

### Creación y estructura del taller
El Taller de Jóvenes Artistas del Grupo Theja, también conocido como Taller de Jóvenes Actores del Grupo Theja, se crea en 1978 con la intención de formar nuevos integrantes para la agrupación. Este proyecto aborda aspectos  teóricos y prácticos para iniciar un trabajo profesional con jóvenes actores que posean una experiencia previa con el teatro. La teoría actoral utilizada está sustentada principalmente en el ensayo de la Teoría del espejo. Sin embargo, la formación de los artistas no era únicamente actoral, ya que se buscaba crear artistas integrales, debido a que el elenco del Grupo Theja está conformado por actores, dramaturgos, productores, vestuaristas, diseñadores, escenógrafos, maquilladores, investigadores de arte y bailarines. Por ello, es que se hace énfasis en relacionar a los actores con los elementos que consideran más importantes en el teatro: el canto, la danza, el análisis del texto, entre otros.
El taller tenía una duración de 12 meses, y se dividía en tres etapas. La primera etapa, era de formación absoluta y se aborda la relación entre la actuación y la dirección; la interpretación actoral; el movimiento del actor; el análisis de los textos; entrenamiento vocal; y la relación del actor con la música. La segunda etapa consistía en el montaje de la obra y se dividía en dos meses para el trabajo de mesa de la obra seleccionada y tres meses para los ensayos de la misma. Por lo que la tercera etapa era el estreno y la temporada del montaje que realizaban.
| Año         | Obra                                                    | Dirección                                    | Actores |
| ----------- | ------------------------------------------------------- | -------------------------------------------- | --- |
| 1978        | Amigo Sol, Amiga Luna de Carmelo Castro                 | José Simón Escalona                          | Enrique Marcano, German Mendietta, Carmelo Castro, Gustavo Castro, Irene Arcila, Ricardo García, Marcos Beria y Giovanni Zebellin. |
| 1981-1982   | La fiesta de los colores deCarmelo Castro               | Carmelo Castro                               | Wilmer Ramírez, Gabriel Fernández, José Salazar, José Manuel Ascensao y la actriz invitada: Maigualida Escalona. |
| 1984-1985   | Sigfrido contra el gigante en versión de Javier Moreno  | Javier Moreno                                | Nacarid Escalona, Rosalio Inojosa, Oscar Escobar, Aura Marina Larrazabal, Mayra Africano, David Chacón, Roberto Vernisi, Jesús Calderon, Juan Clemente, Yhajaira Figuera, Noris Garcia. |
| 1987- 1988  | Ángeles y Arcángeles, el musical de José Simón Escalona | José Simón Escalona                          | William Luque, Manuel Villalba, Luis Fernández, Arnaly Arriaga, María Daniela Campos, Héctor Torres, Gerardo Soto, Juan Carlos Alarcón, Levy Liendo, Indira Páez, María Fernanda Lemoine, Rudy Camacho, Alberto Fuentes, Roberto Odremán, Adrián Bueno, Lupe Arcila, Carolina Groppuso, Orlando Noguera, Juan Carlos Ariza, Manuel Carrillo, Armando Rivera, Kathy Cardozo, Maria Daniela Campos, Antonio La Barbera, Mariana Espinosa, Ivette Villamizar, Corina Pérez, Nelio D' Abreu, Arturo Vano, Pedro Villalobos y Raúl Rojas. |
| 1992 - 1994 | El príncipe constante de Pedro Calderón de la Barca     | José Simón Escalona                          | Frank Spano, Marcos Mora, Emerson Rondón, Ignacio Suárez, Alonso Santana, Gabriel Blanco y Alfredo Muñóz. |
| 1995 - 1997 | Aladino y la lámpara maravillosa de José Simón Escalona | Rosalio Inojosa                              | Gregorio Di Pascuale, Marta Ortega, José Alberto Sánchez Escalona, Juan Carlos Pabón, Juan Ernesto Pabón, Alfredo Tovar, Francés Velásquez, José José Villamizar y David Silva. |
| 1997 - 1998 | Par-105 de Rosalio Inojosa                              | Rosalio Inojosa                              | Ana Castellucci, Adriana Romero, Jackson Martínez, Carlos Fuenmayor, Karolinka Pardo y Anabela Soto. |
| 1998 - 1999 | Trabajos Didácticos                                     | Julie Restifo, María Petit y Rosalio Inojosa | Andrés Castillo, Valeria Castillo, Rebeca Delgado, José González, Iliana León, Susana Mora, Mailing Peña, Diego Salazar, Vano Zoltan y Jorge Eli Velasco. |
| 2000 - 2002 | El público de Federido García Lorca                     | José Simón Escalona                          | Orlanis Barreto, Yesevi Blanco, Dante Gil, Tatiana Gómez, Doriam Gutiérrez, Carla Imparato, Johana León Elisa Moody, Rafael Ortiz, John Peña, Laura Pérez, Sergio Pinto, Manuel Quereguan, Cristian Rodríguez, Eben Urquilla y Carmen Yánez. |

## Teoría del Espejo
La Teoría del Espejo es el nombre que se la ha dado al trabajo del actor de la agrupación, debido a que se ensaya con los actores como si fueran bailarines, delante de espejos. A partir de allí, se desarrolla una manera de conectar e inter-relacionarse entre los personajes y a través del espejo como medio, soporte o confrontación, que al final son los ojos del público. En ocasiones los actores parecen actuar como en la ópera. La tesis se fundamenta en la creación externa del personaje en cuanto a su forma, estética, y en la manera de comunicarse con el público, a través de una propuesta ética de integración y complicidad con el espectador.
Existen tres etapas que fundamentan el trabajo del Grupo Theja: la investigación, exclusivamente intelectual; la creación de los personajes junto con la estética del montaje delante del espejo, un trabajo técnico; y finalmente la performística del actor Theja, donde sus emociones tienen libertad, pero no excede los límites de lo técnico. Es un  acuerdo sobre el rigor del escenario grupal y libertad artística individual.

## RevistaEmporio Theja

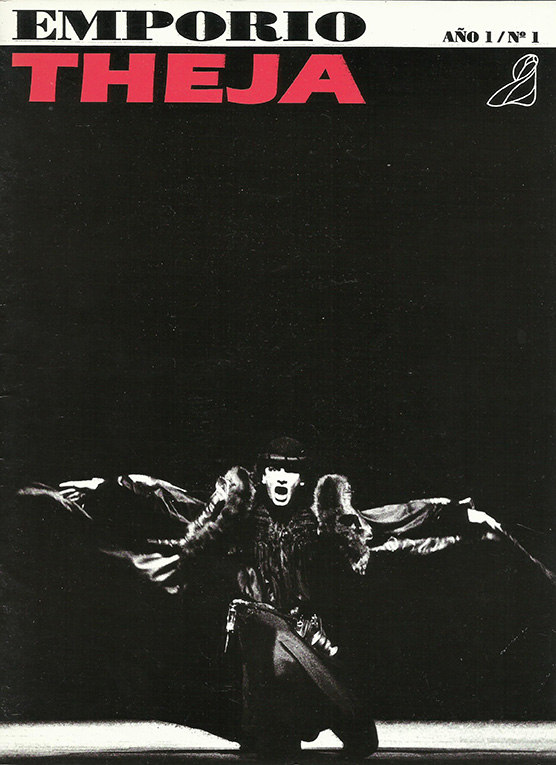
Portada de la primera edición de la revista Emporio Theja (1993)

Una vez que la agrupación empieza a hacer vida en el Teatro Alberto de Paz y Mateos, en 1989, siente el deber de iniciar la edición de sus obras. Lo que trae como consecuencia la necesidad de un espacio para publicar los trabajos de investigación teatral. De ese modo surge la revista Emporio Theja, y su primer número inicia con la conmemoración de los primeros 20 años de la agrupación en 1993. A pesar de invitar a varios articulistas, se trataba de un órgano de difusión y reflexión sobre las actividades de la agrupación y las tesis de investigación internas. 
La revista Emporio Theja tuvo cuatro ediciones semestrales: 
-       1993: Emporio Theja Año 1 / N° 1.
-       1993: Emporio Theja Año 1 / N° 2.
-       Marzo de 2007: Emporio Theja Año 2 / N° 2.
-       Noviembre de 2007: Emporio Theja Año 2 / N° 2.

## Obras
| Año  | Obra | Autor |
| ---- | --- | --- |
| 1974 | Fulgor y Muerte de Joaquín Murieta                                                                                             | Pablo Neruda (versión de José Simón Escalona)                                                                                  |
| 1976 | Mientras se espera la muerte                                                                                                   | Edgar Mejías |
| 1977 | El largo camino al Edén | José Gabriel Núñez |
| 1978 | La escopeta | Paúl William |
| 1980 | Amigo sol, amiga luna | Carmelo Castro |
| 1981 | Calígula, una pasión sin futuro Aladino y la lámpara maravillosa Salomé, otra pasión sin futuro                                | Oscar Wilde (versión de José Simón Escalona) José Simón Escalona                                                               |
| 1983 | Marilyn, la última pasión Cuatro esquinas                                                                                      | José Simón Escalona |
| 1984 | Orbituario Hermes Bifronte Jav y Jos Gárgolas                                                                                  | Xiomara Moreno Escalona-Vidal-Restifo-Moreno José Simón Escalona Xiomara Moreno                                                |
| 1986 | Sigfrido contra el gigante El otro Jav y Jos                                                                                   | Javier Moreno Miguel Unamuno José Simón Escalona                                                                               |
| 1987 | Perlita blanca como sortija de señorita El alquimista ¿Qué opina usted de la mujer que le quita el marido a otra? Padre e hijo | Xiomara Moreno Ben Jonson Oscar Yánes José Simón Escalona                                                                      |
| 1988 | Muchinga Ángeles y arcángeles Geranio                                                                                          | Javier Moreno José Simón Escalona Xiomara Moreno                                                                               |
| 1989 | Su novela romántica en el aire El príncipe feliz                                                                               | Javier Vidal Oscar Wilde |
| 1990 | Autorretrato de artista con Barba y Pumpá La hora del lobo Manivela                                                            | José Ignacio Cabrujas Ingmar Bergman Xiomara Moreno                                                                            |
| 1991 | Cyrano Pequeño negocio de familia                                                                                              | Xiomara Moreno Alan Aykbourn                                                                                                   |
| 1992 | El último piso de Babilonia Mojiganga clásica Trasmundo El príncipe constante Vesícula de Nácar                                | Xiomara Moreno Javier Vidal Angélica Escalona Pedro Calderón de la Barca Román Chalbaud                                        |
| 1993 | Colección privada Par-105 | Angélica Escalona Rosalio Inojosa                                                                                              |
| 1994 | Troyanas XL-1953 Marylin, la última pasión Relatos íntimos El amor de visita                                                   | Eurípides Javier Vidal - Angélica Escalona José Simón Escalona Angélica Escalona Alfred Jarry                                  |
| 1995 | Todo corazón Solo 3 miradas El milagro de la rosa                                                                              | José Simón Escalona Angélica Escalona Jean Genet                                                                               |
| 1996 | Julieta, somos otro Romeo Desolados                                                                                            | Angélica Escalona |
| 1997 | Show-time Actos ilícitos Profana noche                                                                                         | Javier Vidal Angélica Escalona                                                                                                 |
| 1998 | Flores secas Al final de viaducto Pessoa – Escindido Insomne                                                                   | Rosario Inojosa Angélica Escalona - Rosalio Inojosa Adaptación de Frank Spano y Javier Vidal                                   |
| 1999 | Batalla de ángeles La llave A María Queras todos la llaman Mary Yamal, el anticuario Preguntas                                 | Angélica Escalona Arturo Uslar Pietri José Simón Escalona y Rosalio Inojosa Javier Vidal - Marcos Reyes Andrade Román Chalbaud |
| 2000 | Fito y Fido Memorias de Puerto Hipólito Velado                                                                                 | Rosalio Inojosa Angélica Escalona Eurípides, Séneca y Racine                                                                   |
| 2001 | Territorio Húmedo CINKO | Angélica Escalona Javier Vidal                                                                                                 |
| 2002 | De todos modos Marea de oraciones El público                                                                                   | José Simón Escalona Angélica Escalona Federico García Loca                                                                     |
| 2003 | Los espacios del adiós La casa de Bernarda Alba                                                                                | Angélica Escalona Federico García Lorca                                                                                        |
| 2004 | Prometeo encadenado | Esquilo |
| 2005 | Cuerpos en solo Autorretrato de artista con Barba y Pumpá                                                                      | Angélica Escalona, Rafael González, Nacho Huett y Emerson Rondón José Ignacio Cabrujas                                         |
| 2006 | TR35 Yamal, el anticuario A María Queras todos la llaman Mari Preguntas                                                        | Escalona, Vidal, Chalbaud Javier Vidal José Simón Escalona Román Chalbaud                                                      |
| 2007 | La celestina | Fernando de Rojas |
| 2008 | De todo corazón | José Simón Escalona |
| 2009 | La divina comedia | Dante Aliguieri |
| 2010 | De todos modos | José Simón Escalona |
| 2012 | De todos todas | José Simón Escalona |
| 2013 | La diva | José Simón Escalona |
| 2014 | Confesionario La culomántica Rumberas                                                                                          | José Simón Escalona |

## Eventos y reconocimientos
| Año  | Eventos y reconocimientos | Obra                                                               |
| ---- | --- | ------------------------------------------------------------------ |
| 1974 | II Festival Internacional de Teatro de Caracas | Fulgor y Muerte de Joaquín Murieta de Pablo Neruda                 |
| 1976 | III Festival Internacional de Teatro de Caracas | Mientras se espera la muerte de Edgar Mejías                       |
| 1977 | Festival Popular de Teatro Venezolano |                                                                    |
| 1978 | IV Festival Internacional de Teatro de Caracas. Festival de las Naciones Unidas | La escopeta de Paul Williams                                       |
| 1980 | I Festival Nacional de Teatro Infantil Premio: Mejor Montaje | Amigo sol, amigo luna de Carmelo Castro                            |
| 1981 | V Festival Internacional de Teatro de Caracas | Calígula, una pasión sin futuro de José Simón Escalona             |
| 1982 | Premio Municipal de Teatro de Caracas, mención: creatividad. | Salomé de José Simón Escalona                                      |
| 1983 | VI Festival Internacional de Teatro de Caracas | Marilyn, la última pasión de José Simón Escalona                   |
| 1983 | VI Festival Nacional de Teatro. AVEPROTE |                                                                    |
| 1984 | Festival Pirandelliano | Hermes Bifronte de Escalona, Restifo, Vidal y Moreno               |
| 1984 | Conferencia Internacional de Dramaturgia en su vigésima sesión, realizada en el Eugene O’Neill Theater Center de USA |                                                                    |
| 1984 | VI Festival Internacional de Teatro de Manizales, Colombia | Orbituario de Xiomara Moreno                                       |
| 1985 | Premio Nacional de la Crítica. Mejor Dramaturgo | Señoritas de José Simón Escalona                                   |
| 1986 | Premio Municipal de Teatro. Mejor Producción | El otro de Miguel de Unamuno                                       |
| 1988 | VII Festival Internacional de Teatro de Caracas | Geranio de Xiomara Moreno                                          |
| 1988 | Premio Municipal de Teatro. Mejor Producción a José Simón Escalona Premio Nacional de la Crítica. Mejor Iluminación a José Jiménez | Ángeles y arcángeles de José Simón Escalona                        |
| 1989 | Premio Municipal de Teatro. Mejor Actor de Reparto a Germán Mendieta | Geranio de Xiomara Moreno                                          |
| 1990 | Premio Fundación La Barraca (Ciudad Guayana). Mejor Grupo Foráneo |                                                                    |
| 1990 | II Festival Iberoamericano de Teatro de Bogotá, Colombia VIII Festival Internacional de Teatro de Caracas Nominaciones al premio Juana Sujo: Mejor Director; Mejor Guion; Mejor Escenografía; Mejor Actor de Reparto; y Mejor Actor. Premio Municipal de Teatro. Mejor Actor de Reparto a Germán Mendieta | Autorretrato de artista con barbá y pumpá de José Ignacio Cabrujas |
| 1991 | Festival Der Welt Essen (Alemania) | Autorretrato de artista con barbá y pumpá de José Ignacio Cabrujas |
| 1992 | Premio Ollantay como Mejor Grupo Latinoamericano |                                                                    |
| 1992 | Premio Fundarte de Dramaturgia | Mojiganga clásica de Javier Vidal                                  |
| 1993 | Premio Municipal de Teatro por Mejor Producción, Mejor Iluminación y Mejor Escenografía | El príncipe constante de Pedro Calderón de la Barca                |
| 1993 | Premio Municipal de Teatro. Actor de Reparto a Sebastian Flaco. | Mojiganga clásica de Javier Vidal                                  |
| 1993 | V Festival Internacional de Teatro Experimental de El Cairo, Egipto. | Trasmundo de Angélica Escalona                                     |
| 1995 | Festival Internacional de Teatro de Londrina de Brasil. | El amor de visita de Alfred Jarry                                  |
| 1998 | Expo Lisboa 98 (Portugal) | Pessoa-Excindido insomne de Frank Spano y Javier Vidal             |
| 2000 | Carifesta Saint Kit and Nevis (Festival de la Cultura del Caribe) Festival Internacional de Teatro de Oriente (Barcelona) Festival Nacional de Occidente Creadores de Danza (Falcón) | Memorias de Puerto de Angélica Escalona                            |
| 2001 | Festival Internacional de Teatro de Caracas | Hipólito Velado de Eurípides, Séneca y Racine                      |
| 2002 | Premio Municipal de Teatro. Mejor Producción: José Simón Escalona Mejor Música: Nacho Huett | El público de Federico García Lorca                                |
| 2002 | Festival Internacional de Teatro de Oriente Festival Internacional de Teatro de Occidente Festival Internacional de Danza Maracaibo Festival Internacional de Mujeres en la Danza | Marea de oraciones de Angélica Escalona                            |
| 2002 | Festival Internacional de Teatro de Caracas | Territorio Húmedo de Angélica Escalona                             |
| 2004 | Festival Internacional de Teatro de Caracas Circuito Nacional de Teatro (Maracaibo) Festival Internacional de Teatro de Oriente Festival Internacional de Teatro de Occidente | La casa de Bernarda Alba de Federico García Lorca                  |
| 2004 | Premio Municipal de Teatro Mejor Dirección: Javier Vidal Mejor Iluminación: Martín Flores | La casa de Bernarda Alba de Federico García Lorca                  |
| 2005 | Circuito Nacional de Teatro (Maracaibo y Falcón) | Prometeo Encadenado de Esquilo                                     |
| 2005 | Premio Municipal de Teatro Mejor Iluminación: José Simón Escalona Mejor Música: Nacho Huett | Prometeo Encadenado de Esquilo                                     |
| 2005 | Festival Internacional de Teatro de Occidente | Cuerpos en solo de Angélica Escalona                               |
| 2005 | Festival Internacional de Teatro de Occidente | Autorretrato de artista con barbá y pumpá de José Ignacio Cabrujas |
| 2006 | Festival Internacional de Teatro de Caracas | Autorretrato de artista con barbá y pumpá de José Ignacio Cabrujas |
| 2006 | Festival Internacional de Teatro de Caracas | Cuerpos en solo de Angélica Escalona                               |
| 2006 | Festival Internacional de Teatro de Oriente Festival Internacional de Teatro de Occidente | TR35 de Escalona, Vidal y Chalbaud                                 |

## Integrantes

### Junta Directiva[21]
José Simón Escalona – Presidente
Javier Vidal
Angélica Escalona
Maigualida Escalona
Oscar Escobar
Alonso Santana
Nacarid Escalona
Maria Petit
Dr. Pedro Álvarez

### Talentos
Eben Renán
Juan Carlos Gardié
Raquel Yánez
Rafael Ortiz
Kellyns Herrera
José Alberto Sánchez Escalona

### Miembros Honorarios
Carmen Ramia
Fernando Gómez
Horacio Peterson
José Antonio Abreu
José Gabriel Núñez
Manuel Bermúdez
María Teresa Castillo
Pilar Romero
Rosario Hinojosa
Xiomara Moreno
Emerson Rondón
Nacho Huett
Gerardo Soto
Hernán Mejías
Julie Restifo
Theylor Plaza
Francisco Aguana
Michael Roa